# Посольство Туркменистана в России
Посольство Туркменистана в Москве — официальная дипломатическая миссия Туркменистана в России, расположена в Москве в районе Арбат на Филипповском переулке. Дипломатические отношения между Туркменистаном и Российской Федерацией установлены 8 апреля 1992.
Адрес посольства: 119019 Москва, Филипповский переулок, 22. Туркменистан в России, кроме посольства в Москве, также представлен консульствами в Астрахани и в Казани.

## История
Здание было построено в 1908 году как доходный дом (архитектор Г. П. Евланов), позже перестроено.

## Послы
- Ниязклыч Нурклычев (1992—1996)
- Нуры Оразмухаммедов (1996—2000)
- Халназар Агаханов (2000—2012)
- Бердымурад Реджепов (2012—2016)[2]
- Батыр Ниязлиев (2016—2023)[3]
- Эсен Айдогдыев (2023 — н. в.)

## Отделы посольства
- Консульский отдел (Малый Афанасьевский переулок, № 14, стр. 1; станция метро «Арбатская»);
- Культурный центр при Посольстве. При культурном центре работает Воскресная школа туркменского языка.
- Генеральное представительство «Туркменских Авиалиний» в Российской Федерации[4].